# (4022) Nonna
(4022) Nonna ist ein Hauptgürtelasteroid, der am 8. Oktober 1981 von der russischen Astronomin Ljudmila Iwanowna Tschernych vom Krim-Observatorium entdeckt wurde.
Der Asteroid wurde nach der russischen Schauspielerin Nonna Wiktorowna Mordjukowa (1925–2008) benannt.